# 大串敦
大串 敦（おおぐし あつし、1973年 - ）は、日本の政治学者。慶應義塾大学法学部政治学科教授。専門は旧ソビエト連邦構成共和国の政治。

## 人物・経歴
1996年獨協大学法学部法律学科卒業。2005年グラスゴー大学大学院社会科学研究科政治学部博士課程修了、Ph.D. in Politics。2006年北海道大学スラブ研究センター学術研究員（21世紀COE非常勤研究員） 。2007年日本学術振興会特別研究員。2010年早稲田大学政治経済学術院助教。2011年大阪経済法科大学法学部准教授。2012年ロシア東欧学会理事。2013年慶應義塾大学法学部政治学科准教授。2019年北海道大学スラブ研究センター客員准教授。2020年慶應義塾大学法学部政治学科教授。専門はロシア政治や、旧ソビエト連邦構成共和国の政治。

## 著作
- "The Demise of the Soviet Communist Party" Routledge 2008年

### 編集
- 『体制転換後のロシア内政の展開』（林忠行と共編）北海道大学スラブ研究センター 2007年
- "Post-communist transformations : the countries of Central and Eastern Europe and Russia in comparative perspective"（林忠行と共編）北海道大学スラブ研究センター 2009年